# 경주역사유적지구
경주역사유적지구(慶州歷史遺蹟地區)는 2000년 12월 유네스코에서 지정한 대한민국의 세계유산으로 경상북도 경주시 일대의 신라 유적,유물들을 말한다.
경주역사유적지구(Gyeongju Historic Areas)는 신라천년(B.C 57 - A.D 935)의 고도(古都)인 경주의 역사와 문화를 고스란히 담고있는 불교유적, 왕경(王京)유적이 잘 보존되어 있으며, 이미 세계유산으로 등재된 일본의 교토, 나라의 역사유적과 비교하여 유적의 밀집도, 다양성이 더 뛰어난 유적으로 평가된다.

## 5개 지구
경주역사유적지구는 월성지구(月城地區), 황룡사지구(黃龍寺地區), 산성지구(山城地區), 남산지구(南山地區), 대릉원지구(大陵苑地區)의 5개 지구로 나뉜다.

### 월성지구
- 경주 계림(사적 제19호)
- 경주 월성(사적 제16호)
- 경주 동궁과 월지(사적 제18호)
- 경주 첨성대(국보 제31호)
- 내물왕릉, 계림, 월성지대

### 황룡사지구
- 황룡사지(사적 제6호)
- 경주 분황사 모전 석탑(국보 제30호)

### 산성지구
- 명활산성(사적 제47호)

### 남산지구
- 보리사 마애석불(지방유형문화재 제193호)
- 경주 남산 미륵곡 석불좌상(보물 제136호)
- 경주 남산 용장사곡 삼층석탑(보물 제186호)
- 경주남산 용장사곡 석불좌상(보물 제187호)
- 용장사지 마애여래좌상(보물 제913호)
- 천룡사지 삼층석탑(보물 제1188호)
- 남간사지 당간지주(보물 제909호)
- 남간사지 석정(지방문화재자료 제13호)
- 경주 남산리 삼층석탑(보물 제124호)
- 경주 배리 석불입상(보물 제63호)
- 경주 남산 불곡 석불좌상(보물 제198호)
- 경주 남산 신선암 마애보살반가상(보물 제199호)
- 남산 칠불암 마애석불(보물 제200호)
- 남산 탑곡 마애조상군(보물 제201호)
- 경주 삼릉계곡 석불좌상(보물 제666호)
- 남산 삼릉계곡 마애관음보살상(지방유형문화재 제19호)
- 남산 삼릉계곡 선각 육존불(지방유형문화재 제21호)
- 경주 남산 입곡 석불두(지방유형문화재 제94호)
- 남산 침식곡 석불좌상(지방유형문화재 제112호)
- 남산 열암곡 석불좌상(지방유형문화재 제113호)
- 남산 약수계곡 마애입불상(지방유형문화재 제114호)
- 남산 삼릉계곡 마애 석가여래좌상(지방유형문화재 제158호)
- 남산 삼릉계곡 선각 여래좌상(지방유형문화재 제159호)
- 경주 배리 윤을곡 마애불좌상(지방유형문화재 제195호)
- 배동 삼릉(사적 제219호)
- 신라 일성왕릉(사적 제173호)
- 신라 정강왕릉(사적 제186호)
- 신라 헌강왕릉(사적 제187호)
- 지마왕릉(사적 제221호)
- 경애왕릉(사적 제222호)
- 신라 내물왕릉(사적 제188호)
- 경주 포석정지(사적 제1호)
- 경주 남산성(사적 제22호)
- 서출지(사적 제138호)
- 경주 나정(사적 제245호)
- 경주 남산동 석조감실(지방문화재자료 제6호)
- 백운대 마애석불입상(지방유형문화재 제206호)

## 갤러리

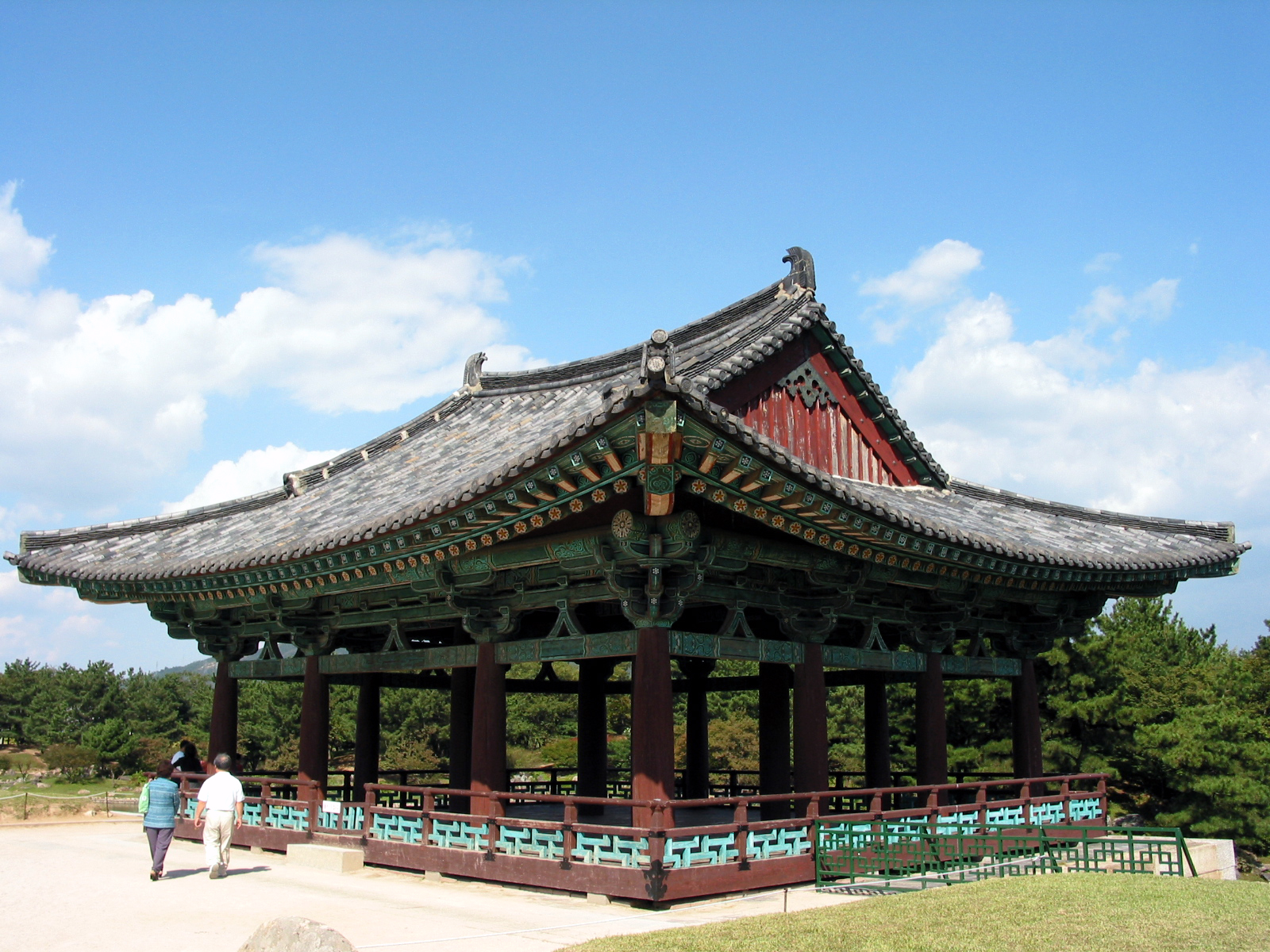
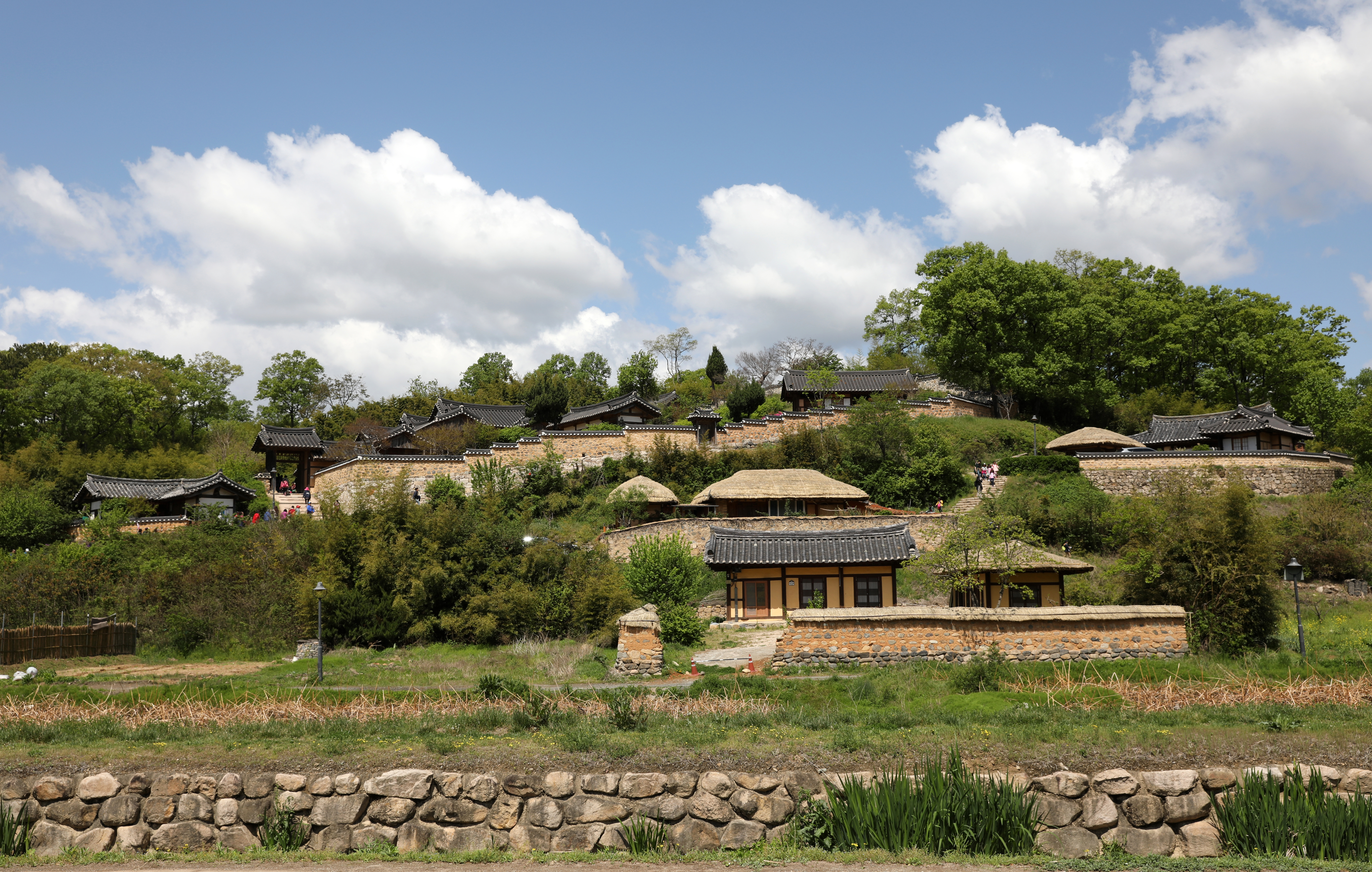
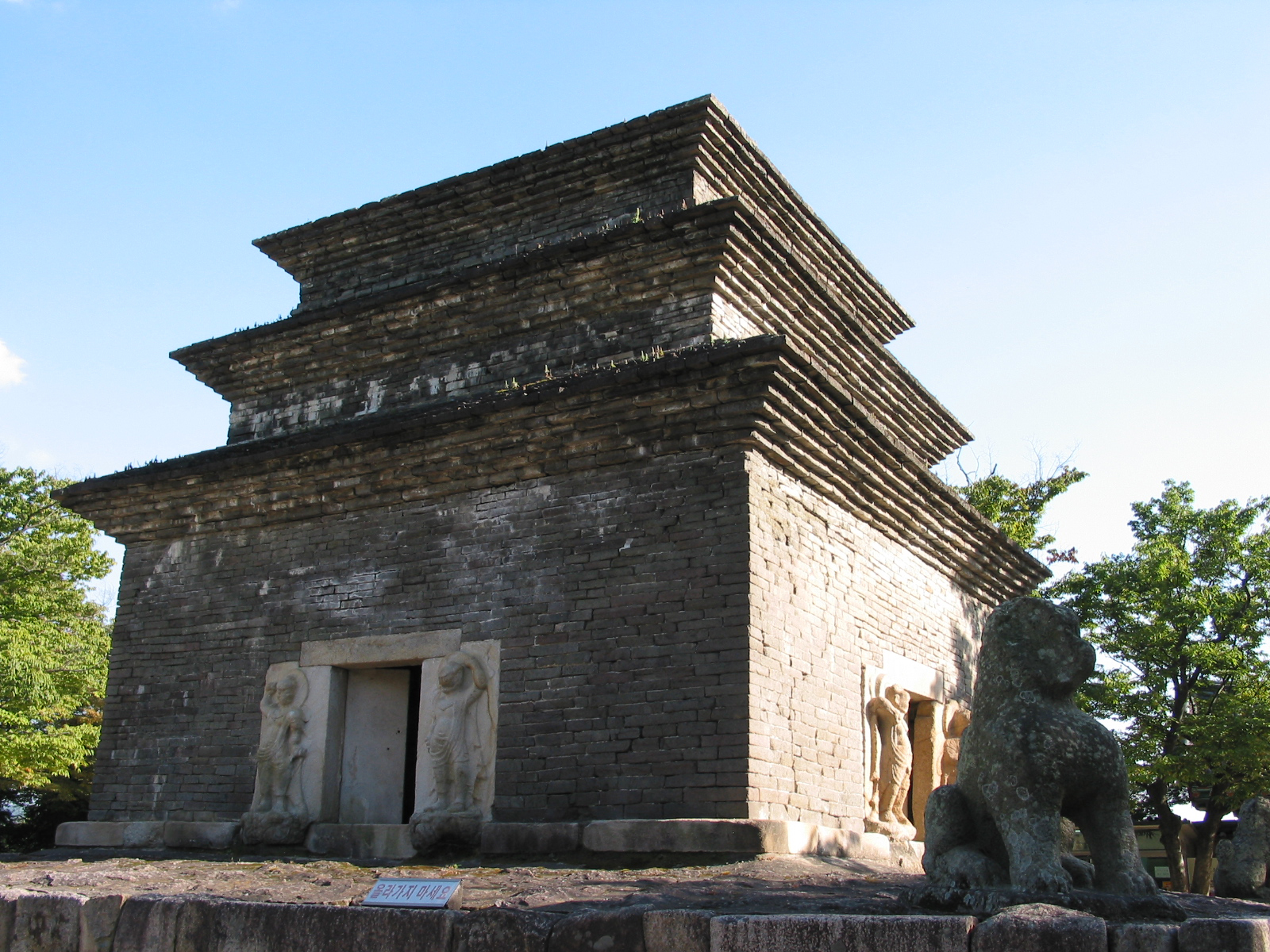

### 대릉원지구
- 신라 미추왕릉(사적 제175호)
- 경주 황남리 고분군(사적 제40호)
- 경주 노동리 고분군(사적 제38호)
- 경주 노서리 고분군(사적 제39호)
- 신라 오릉(사적 제172호)
- 경주 동부사적 지대(사적 제161호)
- 재매정(사적 제246호)

## 같이 보기
- 석굴암
- 불국사